# Il coraggio di ogni giorno
Il coraggio di ogni giorno è un brano musicale di Enzo Avitabile e Peppe Servillo, pubblicato il 7 febbraio 2018.
I due artisti, coautori del brano insieme a Pacifico, hanno presentato la canzone in gara al Festival di Sanremo 2018, dove si sono classificati in 12ª posizione.

## Tracce
- Download digitale

1. Il coraggio di ogni giorno